# Ishak Belfodil
Ishak Belfodil (Algír, 1992. január 12. –) algériai származású algériai-francia labdarúgó, a Hertha BSC játékosa.

## Pályafutása

### Klubcsapatokban
A Párizsban található OSC Élancourt-ban kezdett el futballozni. Ezután csatlakozott a Trappes FC-hez. Innen jelentkezett a Clairefontaine-i akadémiára ahol az első tesztet sikeresen letette, de végül a végső vizsgán nem sikerült teljesítenie. Így csatlakozott a Paris Saint-Germain akadémiájához. Mindössze egy évet töltött a fővárosi csapatnál, mivel nem koncentrált eléggé a tanulmányaira és nem kapott elég játéklehetőséget sem. Így továbbállt és csatlakozott az AC Boulogne Billencourt csapatához. Itt három évet töltött el. Pályafutása következő állomása a Ligue 2-ben szereplő Clermont Foot volt. Az U16-os csapatban az első 15 gólból 9-et ő szerzett és ő lett a korosztály gólkirálya is. Ezzel a teljesítménnyel felkeltette a Chelsea, a Manchester United és az Olympique Lyon figyelmét is.

### Olympique Lyon
2008 novemberében szerződést kötött a Lyonnal. A 2008-2009-es idényben az egyesület U18-as csapatával megnyerték a bajnokságot a Nice előtt és a Coupe Gambardella-ban az elődöntőig jutottak. A 2009-2010-es szezonban felhívták a felnőtt csapatba ahol már augusztusban bemutatkozhatott az Auxerre ellen. Később a Bajnokok Ligájában is szerepet kapott. Az Anderlecht elleni mérkőzésen mutatkozott be a legrangosabb európai kupasorozatban.

### A válogatottban
Eredetileg az Algériai labdarúgó-válogatottben szeretett volna játszani. Tájékoztatta is a szövetséget, de meghívó nem érkezett. Miután szerződést kapott a Olympique Lyonnál és a tartalékcsapat meghatározó tagja lett csak utána hívták be a tehetséget. De ekkora már elfogadta a franciák meghívóját, ahol eddig 3 mérkőzést játszott az U17-es csapatban.